# Бальруа (кантон)
Бальруа (фр. Balleroy) — упраздненный кантон во Франции, находился в регионе Нижняя Нормандия. Департамент кантона — Кальвадос. Входил в состав округа Байё. Население кантона на 2006 год составляло 10 040 человек.
Код INSEE кантона 1402. Всего в кантон Бальруа входили 22 коммуны, из них главной коммуной являлась Бальруа.

## Коммуны кантона
- Бальруа — население 754 чел.
- Бюсеэль — население 386 чел.
- Кааньоль — население 210 чел.
- Кампиньи — население 173 чел.
- Кастийон — население 295 чел.
- Шуэн — население 224 чел.
- Конде-сюр-Сёль — население 228 чел.
- Эллон — население 348 чел.
- Жюэй-Мондей — население 686 чел.
- Ла-Базок — население 177 чел.
- Ле-Моле-Литри — население 2950 чел.
- Ле-Тронке — население 726 чел.
- Ленжевр — население 493 чел.
- Литто — население 242 чел.
- Монфике — население 96 чел.
- Норон-ла-Потри — население 292 чел.
- Планкри — население 219 чел.
- Сен-Мартен-де-Бланьи — население 125 чел.
- Сен-Поль-дю-Верне — население 638 чел.
- Турньер — население 176 чел.
- Трюнжи — население 219 чел.
- Вобадон — население 383 чел.